# Maximiano Campos
Maximiano Accioly Campos (Recife, 19 de novembro de 1941 – Recife, 7 de agosto de 1998) foi um escritor, jornalista, poeta, cronista e ficcionista brasileiro, integrante da geração 65.

## Biografia
Bacharel em Direito pela Universidade Católica de Pernambuco, Maximiano Campos foi cronista do Diario de Pernambuco e superintendente do Instituto de Documentação da Fundação Joaquim Nabuco. Entre janeiro de 1987 e dezembro de 1988, foi secretário de Turismo, Cultura e Esportes do Governo de Pernambuco, durante a segunda gestão do governador Miguel Arraes, seu sogro.
Do seu casamento com Ana Arraes, teve dois filhos: o governador de Pernambuco e candidato à Presidência da República Eduardo Campos (1965–2014), e o advogado e escritor, membro da Academia Pernambucana de Letras, Antônio Campos.
É autor de 17 livros, alguns publicados postumamente. Sua primeira obra, o romance Sem Lei nem Rei, é também a mais conhecida e trata da briga entre coronéis do sertão e da zona da mata de Pernambuco.

## Obra
- Sem Lei nem Rei, romance (1968)[5]
- As Emboscadas da Sorte, contos (1971)
- As Sentenças do Tempo, contos (1973)[6]
- A Loucura Imaginosa, novela (1973)
- O Major Façanha, novela (1975)[7]
- A Memória Revoltada, novela (1982)
- As Feras Mortas, contos (1995)
- O Viajante e o Horizonte, contos (1997)
- O Lavrador do Tempo, poesia (1998)
- Cartas aos Amigos, ensaios e cartas (2001)
- Os Cassacos, novela (2003)
- Na Estrada, contos (2004)[8]
- Do Amor e Outras Loucuras, poesia (2004)[9]
- A Multidão Solitária (2006)

## Filmografia
- Sem Lei Nem Rei - Maximiniano Campos, documentário (2007). Roteiro e direção de Marcelo Peixoto.[10][11]

## Distinções e homenagens
- Uma escola em Jaboatão dos Guararapes foi nomeada em homenagem ao escritor, passando a se chamar Escola Técnica Estadual Maximiano Accioly Campos.[12]